# Harpago (gênero)
Harpago (nomeadas, em inglês, spider conchs -pl., juntamente com espécies do gênero Lambis, ao qual pertenceram, até o início do século XXI, como subgênero) é um gênero de moluscos gastrópodes, marinhos e herbívoros, pertencente à família Strombidae, na subclasse Caenogastropoda e ordem Littorinimorpha; classificado por Otto Andreas Lowson Mörch, em 1852, na sua obra Catalogus conchyliorum quae reliquit D. Alphonso d'Aguirra & Gadea Comes de Yoldi; com sua espécie-tipo, Harpago chiragra, nomeada Strombus chiragra em 1758, por Carolus Linnaeus, em sua obra Systema Naturae. Suas duas espécies pertencem a habitats rasos, de recifes coralinos abaixo da zona entremarés, no Indo-Pacífico, indo da África Oriental até o Sudeste Asiático, norte da Austrália (incluindo a Grande Barreira de Coral), Melanésia e Polinésia.

## Dimorfismo sexual
Conchas de Harpago chiragra possuem um dimorfismo sexual acentuado, onde a concha da fêmea se apresenta maior, mais nodulosa, e com projeções que se levantam acima da borda de seu lábio externo; em compensação, as conchas de Harpago arthriticus não possuem uma clara diferenciação entre os sexos.

## Espécies deHarpago

### Harpago chiragra(Linnaeus, 1758)-Chiragra spider conch
Espécie de espiral baixa, com relevo de grossas estrias espirais na superfície de sua volta final; também dotada de cinco espinhos engrossados e um canal sifonal, longo e curvo, que se confunde com eles. A columela tem finas linhas ou ranhuras, semelhantes a fios, na borda de sua abertura rosa-alaranjada, com indivíduos apresentando coloração mais escuraː no passado denominados Lambis rugosa (G. B. Sowerby II, 1842), mas agora reconhecidos como uma subespécieː Harpago chiragra rugosus (G. B. Sowerby II, 1842). Atingem dimensões de até 33 centímetros, nas fêmeas.
Distribuição geográfica: Indo-Pacífico, do atol de Aldabra até Chagos, Maurícia, Moçambique, Sri Lanka e golfo de Bengala; Sudeste Asiático, norte da Austrália, Melanésia e Polinésia.

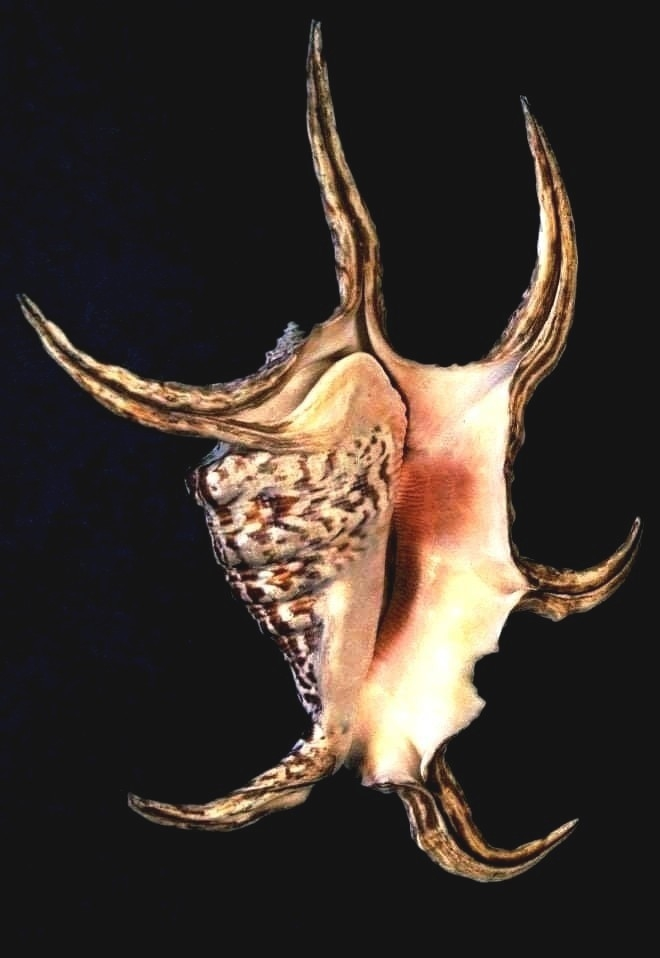
Vista inferior de uma concha de Harpago chiragra (Linnaeus, 1758),[1] de espécime coletado na ilha Nosy Be, Madagáscar, e pertencente ao acervo do Museu de História Natural de Leiden.

### Harpago arthriticus(Röding, 1798)-Arthritic spider conch
Espécie também de espiral baixa, com relevo de grossas estrias espirais e cristas espirais na superfície de sua volta final, com tons amarelo-esbranquiçados, dotados de traços e manchas marrons; também dotada de cinco espinhos engrossados e um canal sifonal, longo e curvo, que se confunde com eles; porém mais clara e de menores dimensões que a espécie anterior. A columela tem finas linhas ou ranhuras, semelhantes a fios, na borda de sua abertura, e sua coloração é dotada de fortes tons de marrom-púrpura. Atingem dimensões de quase 20 centímetros, sem grande dimorfismo sexual. Outra denominaçãoː Harpago arthritica (sic).
Distribuição geográfica: oceano Índico, ao longo do atol de Aldabra, Quênia, Madagáscar, Maldivas, bacia das Mascarenhas, Maurícia, Moçambique, Reunião, Seicheles e Tanzânia; no oceano Pacífico, nas costas filipinesas e ilhas Cook (Polinésia).

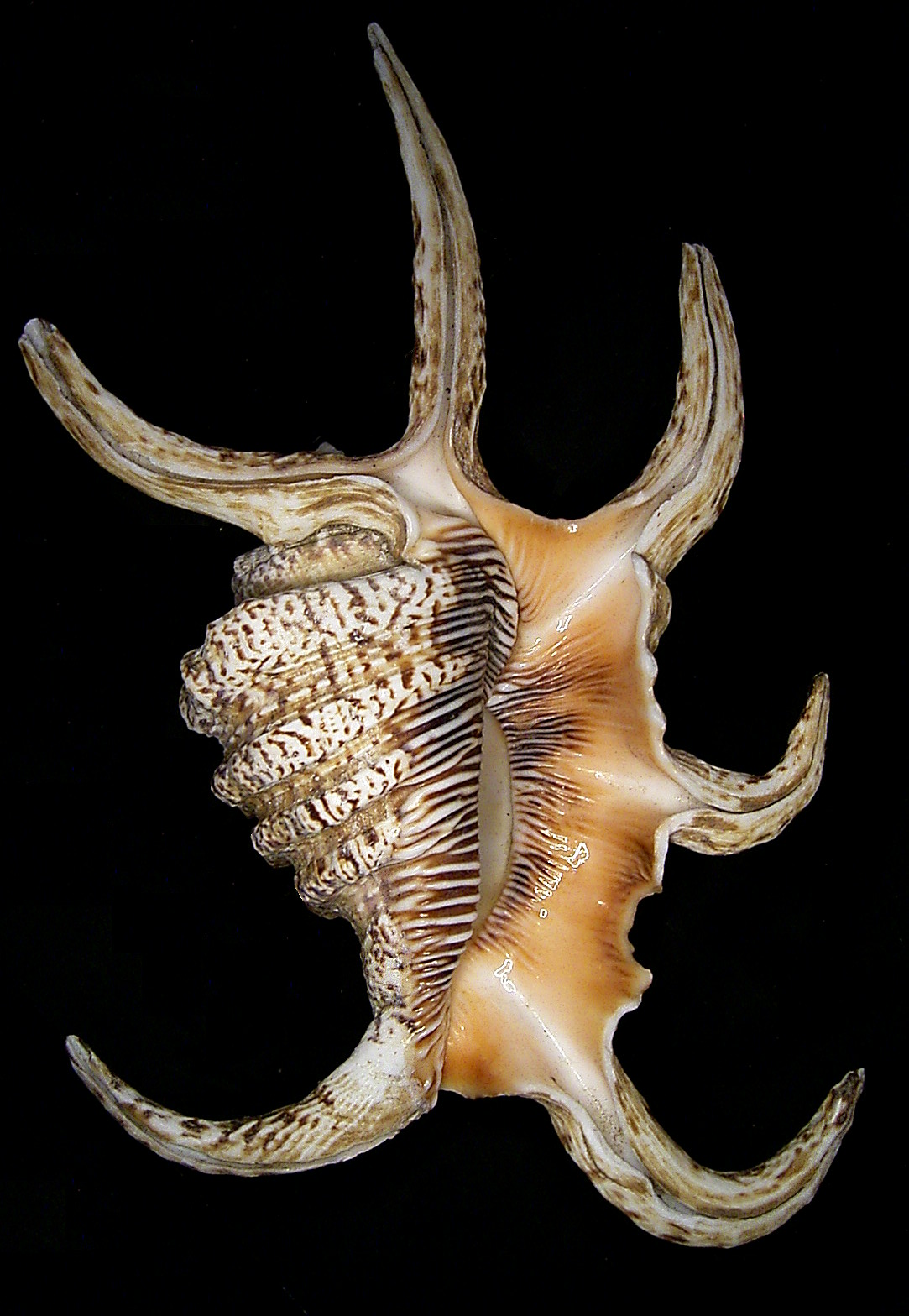
Vista inferior de uma concha de Harpago arthriticus (Röding, 1798);[1] cortesiaː Udo Schmidt.